# Washed Out
Ernest Greene (Perry, 1983) mais conhecido pelo nome artístico de Washed Out é um cantor, compositor, instrumentista e produtor musical norte-americano de música eletrônica.

## Vida e carreira
Ernest Greene nasceu em 1983 em Perry, Georgia, Estados Unidos. Depois de ganhar um curso de graduação da Universidade da Geórgia, Greene obteve um diploma de Mestre em Biblioteconomia e Ciências da Informação, mas foi incapaz de encontrar um trabalho como bibliotecário. Greene voltou a morar com seus pais e começou a produzir músicas em seu estúdio quarto, bem como trabalhar com uma banda local "quarto" em gravações de música de dança. Ele logo ganhou a favor de um número de blogueiros influentes da música depois de terem encontrado a sua música em sua página no Myspace. Suas primeiras gravações foram descritos como "sonolentas, distorcidas, faixas dançantes que trouxe à mente influências do Neon Indian e o Memory Cassette".
O Washed Out tem sido identificado como o movimento chillwave. Ele disse que o hip hop a maneira como ele escreve as canções. Os dois primeiros EP's de Washed Out foram lançados em agosto e setembro de 2009. Washed Out fez sua estreia de performance em Nova York (o seu segundo show ao vivo) na Santos Party House. Ele já havia realizado em 2010 no Pitchfork Music Festival e sua canção "Feel it All Around" é destaque na abertura da série de TV americana Portlandia.
Em abril de 2011, foi anunciado que ele havia sido assinado a gravadora Sub Pop. Seu álbum de estreia, Within and Without, foi lançado em 12 de julho de 2011. O álbum alcançou a posição vinte e seis na parada americana Billboard 200 e oitenta e nove na UK Albums Chart.
Ele foi escolhido pela banda Battles para se apresentar no festival All Tomorrow's Parties que co-curadoria em dezembro de 2011 em Minehead, Inglaterra.
O segundo álbum de Washed Out, Paracosm, foi lançado em 13 de agosto de 2013, novamente pela gravadora Sub Pop. O primeiro single foi "It All Feels Right".

## Discografia

### Álbuns de estúdio
| Ano                                                                                         | Detalhes do álbum | Melhores posições | Melhores posições | Melhores posições | Melhores posições | Melhores posições | Melhores posições |
| Ano                                                                                         | Detalhes do álbum | US                | US Rock           | US Alt            | NOR               | NLD               | UK                |
| ------------------------------------------------------------------------------------------- | --- | ----------------- | ----------------- | ----------------- | ----------------- | ----------------- | ----------------- |
| 2011                                                                                        | Within and Without - Lançamento: 12 de julho de 2011 - Gravadora: Sub Pop (SP945) - Formatos: CD, download digital, vinil LP | 26                | 6                 | 6                 | 36                | 80                | 89                |
| 2013                                                                                        | Paracosm - Lançamento: 13 de agosto de 2013 - Gravadora: Sub Pop (SP945) - Formatos: CD, download digital, vinil LP          | 21                | —                 | —                 | —                 | —                 | —                 |
| "—" denota itens que não entraram nas tabelas musicais ou não foram lançados no território. | |                   |                   |                   |                   |                   |                   |

### Extended plays
| Ano  | Detalhes do álbum                                                                                     |
| ---- | --- |
| 2009 | High Times - Lançado: 9 de setembro de 2009 - Gravadora: Mirror Universe - Formato: Cassete           |
| 2010 | Life of Leisure - Lançado: 1 de março de 2010 - Gravadora: Kemado Records - Formato: Download digital |
| 2010 | Não intitulado - Lançado: 2010 - Gravadora: N/A - Formato: CD                                         |

### Singles
| Ano                                                                                         | Canção               | Melhores posições | Melhores posições | Melhores posições | Álbum              |
| Ano                                                                                         | Canção               | US                | US Rock           | US Alt            | Álbum              |
| ------------------------------------------------------------------------------------------- | -------------------- | ----------------- | ----------------- | ----------------- | ------------------ |
| 2009                                                                                        | "Feel It All Around" | —                 | —                 | —                 | Life of Leisure    |
| 2011                                                                                        | "Eyes Be Closed"     | —                 | 46                | —                 | Within and Without |
| 2011                                                                                        | "Amor Fati"          | —                 | —                 | —                 | Within and Without |
| 2013                                                                                        | "It All Feels Right" | —                 | —                 | —                 | Paracosm           |
| 2013                                                                                        | "Don't Give Up"      | —                 | —                 | —                 | Paracosm           |
| "—" denota itens que não entraram nas tabelas musicais ou não foram lançados no território. |                      |                   |                   |                   |                    |